# Lophoceros hemprichii
Il buceretto di Hemprich (Lophoceros hemprichii (Ehrenberg, 1833)), così chiamato in onore del suo scopritore, Wilhelm Hemprich, è un uccello della famiglia dei Bucerotidi originario dell'Africa orientale.

## Descrizione

### Dimensioni
Misura 50-58 cm di lunghezza; l'unico esemplare del quale è stato determinato il peso, una femmina, pesava 297 g.

### Aspetto
Questo piccolo bucero ha una livrea bicolore. Le parti superiori, comprese le copritrici alari e la coda, sono di colore marrone scuro. La gola e la parte alta del petto sono dello stesso colore. Le piume del cappuccio sono più lunghe e formano una sorta di ciuffo che ricade sulla nuca. Le piume delle parti superiori hanno i margini color crema, che sono particolarmente evidenti a livello delle spalle, delle secondarie e delle primarie. Il ventre e le cosce sono di colore bianco puro. Alcune timoniere esterne sono bianche su tutta la loro lunghezza. Il maschio ha il becco rosso e una pelle nuda golare color carne. Il buceretto di Hemprich si distingue dal buceretto codabianca (Lophoceros alboterminatus) per il margine color crema delle piume del dorso, le timoniere esterne interamente bianche, il becco di un rosso più vivo senza alcuna macchia gialla alla base e gli occhi scuri. La femmina è leggermente più piccola del maschio; inoltre, ha una macchia nera in corrispondenza della base del ramo inferiore del becco e la pelle della gola color verde chiaro. I giovani sono simili alla femmina adulta, ma presentano delle macchioline nere alla base delle timoniere bianche. Il loro becco è marrone scuro.

### Voce
Il buceretto di Hemprich forma una superspecie con il buceretto codabianca, il buceretto di Bradfield e il buceretto bianco e nero. Dal punto di vista delle vocalizzazioni, emette gli stessi fischi accompagnati da una postura identica, che consiste nel sollevare la testa e chiudere le ali quando canta.

## Biologia
A quanto pare, la specie è sedentaria nella maggior parte del suo areale. In alcune aree di Eritrea, Somalia e Kenya, questo uccello scende tuttavia nelle pianure dove vaga in piccole bande di una decina di individui a grande distanza dai suoi soliti luoghi di nidificazione. I buceretti di Hemprich vanno in cerca di cibo spostandosi da un albero all'altro grazie a un volo sostenuto e deciso. La maggior parte delle prede viene catturata tra il fogliame, ma gli insetti possono essere anche inseguiti in volo. Talvolta questo uccello scende a terra per afferrare termiti o frugare tra le rocce.

### Alimentazione
Il buceretto di Hemprich si nutre soprattutto di insetti, ma anche di lucertole, di camaleonti, di alcuni frutti e di bacche. Come nella maggior parte dei buceri del genere Lophoceros, la componente animale rappresenta circa l'85% della dieta.

### Riproduzione
Le abitudini riproduttive sono poco conosciute. Il buceretto di Hemprich nidifica principalmente da marzo a maggio, ma in Etiopia anche da agosto a ottobre e in gennaio. La parata effettuata per dichiarare il possesso del territorio si conclude con lo spiegamento delle penne della coda al di sopra del dorso, il che ne fa un rituale davvero unico tra i buceri. Il più delle volte, il nido è collocato nella cavità naturale di una roccia sul versante di una gola, ma può anche essere situato in un tronco d'albero o addirittura nella fessura del muro di un vecchio edificio. La parte inferiore della cavità viene rivestita con trucioli di legno o pezzi di corteccia. L'ingresso viene sigillato dalla femmina, che si occupa da sola dell'incubazione. La nidiata comprende generalmente 3 uova. Durante la reclusione della femmina, essa viene nutrita dal maschio. Ad ogni rifornimento di cibo, questo trasporta una sola preda tenuta all'estremità del becco, il che moltiplica i viaggi di andata e ritorno dal nido. La durata totale del ciclo riproduttivo non è nota esattamente.

## Distribuzione e habitat
Il buceretto di Hemprich frequenta i corsi d'acqua bordati da alberi delle regioni di collina e lungo gole scoscese. Negli altopiani etiopici si può incontrare fino a 4300 metri. Questo uccello è endemico dell'Africa orientale. Il suo areale si estende dal Corno d'Africa in direzione sud fino al lago Vittoria. È presente in Etiopia, a Gibuti, nella Somalia settentrionale, nel Sudan del Sud orientale, nell'Uganda nord-orientale e nel Kenya settentrionale e nord-occidentale. La specie è attualmente considerata monotipica, ma fino a poco tempo fa gli uccelli del Kenya settentrionale venivano separati dalla sottospecie nominale e considerati appartenenti alla sottospecie exsul.

## Conservazione
Questa specie non è minacciata a livello globale. In Etiopia è abbastanza diffusa, ma altrove è localizzata o addirittura rara. Dal momento che frequenta habitat remoti e spesso inaccessibili, è improbabile che il suo territorio subisca interventi o degrado da parte dell'uomo. A Gibuti la specie è protetta nella foresta in cui vive durante il giorno della festa nazionale.